# Александър Бахаров
Александър Бахаров е български музикант, композитор, аранжор, инструменталист и вокалист.

## Биография
Роден е през 1953 г. в София. Завършва Музикалното училище „Любомир Пипков“ през 1972 г. и Музикалната академия „Панчо Владигеров“ през 1978 г., със специалност контрабас.
През 1976 г. заедно с Румен Бояджиев и Константин Цеков основава група „ФСБ“. Автор е на десетки аранжименти за албумите и репертоара на изтъкнати български поп певци. Работи като студиен музикант в звукозаписите за филмова, театрална и попмузика.
До 1983 г. се изявява като композитор, аранжор и съавтор в албумите на ФСБ, както и във всички концертни турове и изяви на групата в България и чужбина. От 1983 г. живее и работи в Германия. Мястото му във „ФСБ“ заема бас китаристът Ивайло Крайчовски.